# Wonders Never Cease
Wonders Never Cease è un brano musicale del gruppo britannico Morcheeba, estratto nel 2005 come primo singolo del loro quinto album The Antidote.

## Tracce
1. Wonders Never Cease – 4:12

## Classifiche
| Classifica (2005) | Posizione più alta |
| ----------------- | ------------------ |
| Paesi Bassi       | 86                 |
| Regno Unito       | 86                 |
| Russia            | 114                |